# Jakutija (azienda)

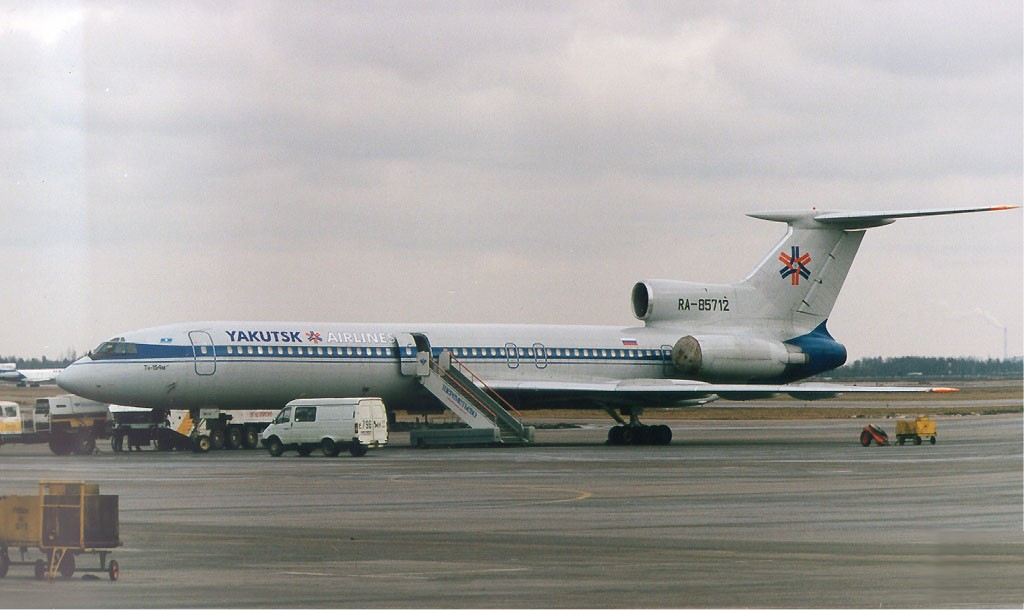
Un Tupolev Tu-154M nella livrea storica della Jakutsk Airlines all'aeroporto di Mosca-SVO nel 2001.

Air Company Yakutia (in russo: Авиакомпания «Якутия» – Aviakompanija «Jakutija» "Air Company "Yakutia"") è una compagnia aerea con sede a Jakutsk, Repubblica di Sakha, Russia. Opera servizi passeggeri nazionali in Russia e all'interno della Comunità degli Stati Indipendenti, nonché destinazioni in Europa, Asia e Nord America dai suoi hub presso l'aeroporto di Jakutsk e l'aeroporto di Mosca-Vnukovo. La compagnia aerea è stata fondata nel 2002 ed è di proprietà del governo della Repubblica di Sakha.

## Storia
La compagnia aerea attuale è stata fondata sulla base della fusione della Sacha Avia e della Jakutia Airlines nel 2002. L'attività principale di questa compagnia è il collegamento della Repubblica Autonoma Sacha con la Russia europea e la Siberia mediante i voli di linea; essi costituiscono l'unico mezzo di trasporto nelle condizioni climatiche e geografiche della Siberia nord-orientale. Nel 2008 la compagnia aerea Jakutija ha trasportato 547 475 passeggeri diventando il 21º vettore sul mercato russo. Nel 2009, Jakutija ha trasportato 661 820 di passeggeri, il 20,89% in più rispetto al 2008, diventando il 14º vettore più importante della Russia e la settima compagnia aerea sul mercato interno russo.
Nel periodo gennaio-luglio 2010 Jakutija ha trasportato 463 200 passeggeri mostrando una crescita del 36,9% rispetto allo stesso periodo del 2009. La crescita è stata dovuta in gran parte alla modernizzazione della flotta con i Boeing 737 e Boeing 757. Nel 2010 ha trasportato 903 283 passeggeri, il 36,5% in più rispetto al 2009. In particolare, nel 2010 la compagnia aerea ha trasportato sulle linee aeree internazionali 215 288 passeggeri, ovvero 4,9 volte di più rispetto all'anno precedente.
Nel gennaio 2011, la compagnia, in collaborazione con la statunitense Boeing ed il Comitato Interstatale di Aviazione, ha partecipato nella procedura di certificazione dei Boeing 737-700 a temperature estremamente basse a -45 °C. Sugli aerei della flotta della compagnia aerea russa sono state condotte le prove dell'influenza delle basse temperature sulle prestazioni dei motori e dei sistemi di bordo dopo la loro permanenza per 48 ore presso l'aeroporto di Jakutsk, la base tecnica e la sede principale di Jakutija. Il volo di prova successivo è stato effettuato il 29 gennaio 2011 alle ore 08:28 (ora UTC) ed è durato 1 ora e 30 minuti. Tutti i sistemi del Boeing 737-700 sottoposto alle prove hanno funzionato senza anomalie. Durante il volo, i piloti della Boeing e della compagnia aerea russa hanno eseguito con successo una serie di prove del funzionamento dei sistemi elettronici e del software installato sul velivolo.
Il 23 gennaio 2013, il primo Sukhoi Superjet 100 di Jakutija è ufficialmente entrato in servizio effettuando il suo primo volo di linea sulla rotta Jakutsk - Chabarovsk. Nel febbraio 2013 la compagnia aerea è stata iscritta nel registro degli operatori IOSA (IATA Operational Safety Audit) fino al marzo 2014 in seguito all'ispezione passata con successo nel marzo del 2012. È diventata così la 14ª compagnia aerea ad ottenere il certificato IOSA in Russia. Il 1º marzo 2013 il primo De Havilland DHC-8-400 ha effettuato i voli di linea sulle rotte Jakutsk - Chabarovsk e Chabarovsk - Ocha (Oblast' di Sachalin, Russia).
Nel dicembre 2016, JSC Yakutia Airlines ha acquisito Polar Airlines. Come risultato della transazione, Yakutia è diventata proprietaria del 100% meno una quota di Polar. La quota "d'oro" rimarrà sotto la giurisdizione del governo della Yakutia rappresentato dal Ministero della proprietà e delle relazioni fondiarie.
Il 14 settembre 2021, Rostransnadzor, il Servizio federale di vigilanza nel settore dei trasporti, ha stabilito che la compagnia aerea ha nascosto più di 55 eventi rientranti nei criteri degli incidenti aerei. È stato inoltre riscontrato che almeno 70 volte sono stati autorizzati a operare aeromobili che non avevano subito un'adeguata manutenzione. La compagnia aerea utilizza componenti e materiali inadeguati per la manutenzione degli aeromobili. Il capo del Rostransnadzor, in una lettera al presidente della Repubblica di Sakha, ha sottolineato "l'incapacità della direzione della compagnia aerea Yakutia di svolgere correttamente i propri compiti per garantire la sicurezza e la regolarità dei voli".

## Flotta

### Flotta attuale

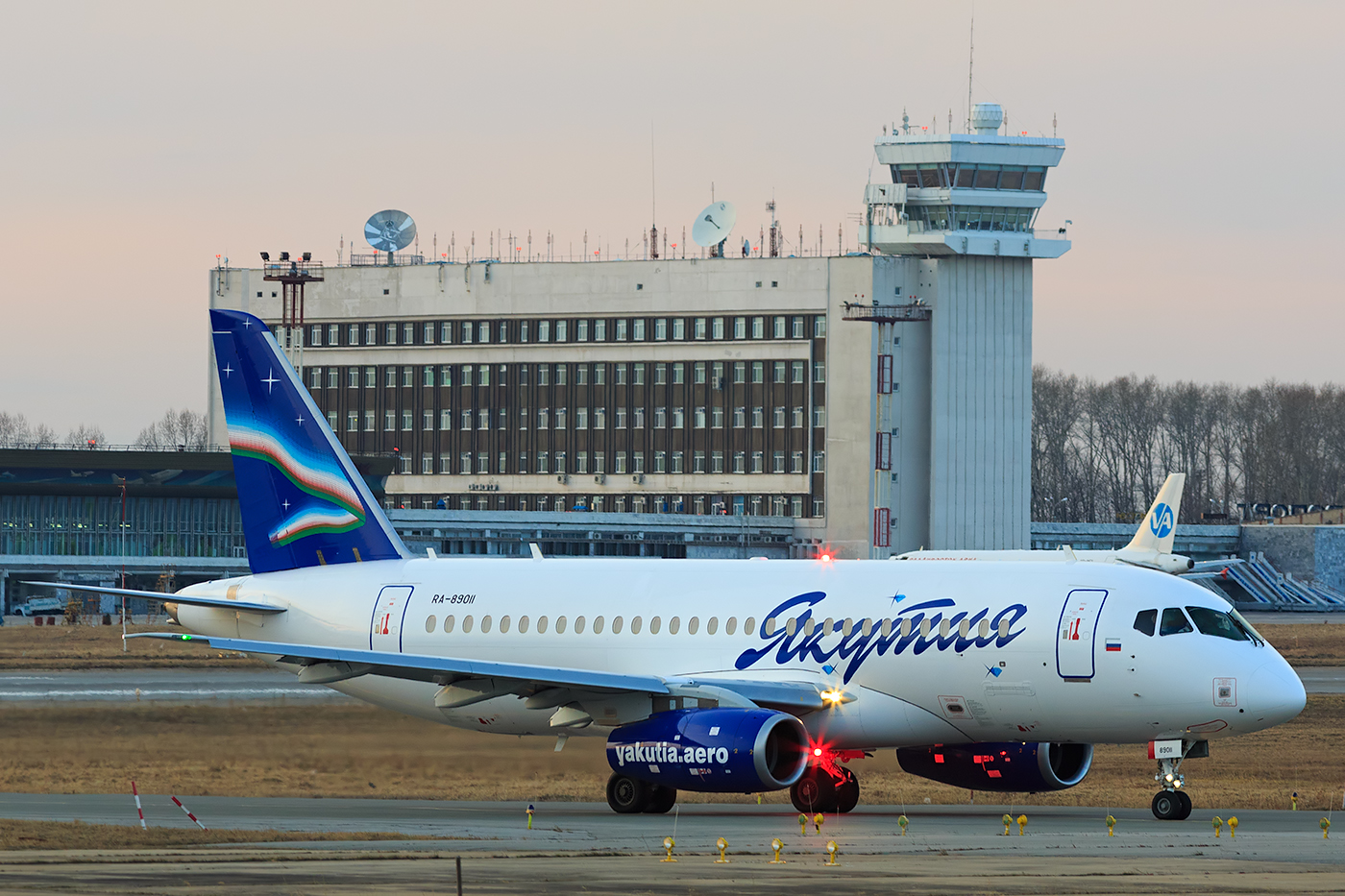
Un Sukhoi Superjet 100-95LR nella livrea di Jakutija all'aeroporto di Vladivostok.

A dicembre 2022 la flotta di Yakutia Airlines è così composta:

### Flotta storica

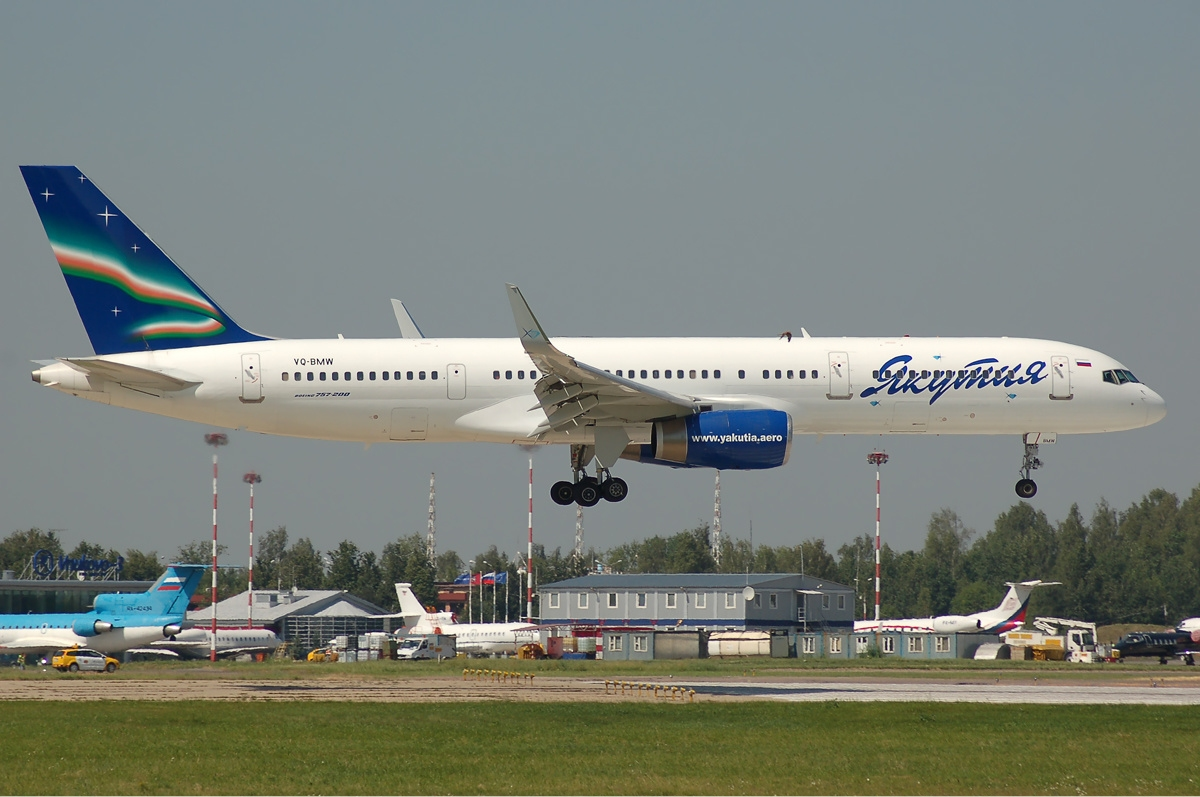
Boeing 757-200 nella livrea di Jakutija all'aeroporto di Mosca-Vnukovo.

Yakutia Airlines operava in precedenza con i seguenti aeromobili:

## Incidenti
- Il 4 febbraio 2010, il volo 425, operato da un Antonov An-24, ha subito un guasto a un motore durante il decollo dall'aeroporto di Jakutsk. Durante il successivo atterraggio di emergenza, il carrello anteriore e quello principale sinistro si sono retratti, causando danni sostanziali all'aeromobile. Nessuno è rimasto ferito nell'incidente e l'aereo è stato successivamente riparato e rimesso in servizio.[19][20]
- Il 10 ottobre 2018, il volo 414, operato da un Sukhoi Superjet 100, è uscito di pista durante l'atterraggio all'aeroporto di Jakutsk. Durante l'evento, il carrello di atterraggio principale è collassato. Nessuno è rimasto ucciso nello schianto; tuttavia, quattro persone sono state ricoverate in ospedale. L'aereo è stato danneggiato in modo irreparabile.[21]